# Stephi Lineburg
Stephanie Marie Lineburg (Dover, 16 novembre 1982) è un'attrice statunitense.
È sorella dell'attore Chris Lineburg.

## Filmografia parziale

### Cinema
- Richie Rich - Il più ricco del mondo (Richie Rich), regia di Donald Petrie (1994)
- Zoe, regia di Deborah Attoinese (2001)
- Colpevole d'omicidio (City by the Sea) regia di Michael Caton-Jones (2002)

### Televisione
- Law & Order - I due volti della giustizia (Law & Order) – serie TV, 3 episodi (1994-2010)
- Un angelo in famiglia – film TV (1995)
- Law & Order: Criminal Intent – serie TV, 1 episodio (2002)
- E.R. - Medici in prima linea (ER) – serie TV, 1 episodio (2003)
- JAG - Avvocati in divisa (JAG) – serie TV, 1 episodio (2004)

## Doppiatrici italiane
- Anna Lana in Law & Order: Criminal Intent
- Jenny De Cesarei in Homeland Security - A difesa della nazione